# Gabriele Lautenschläger

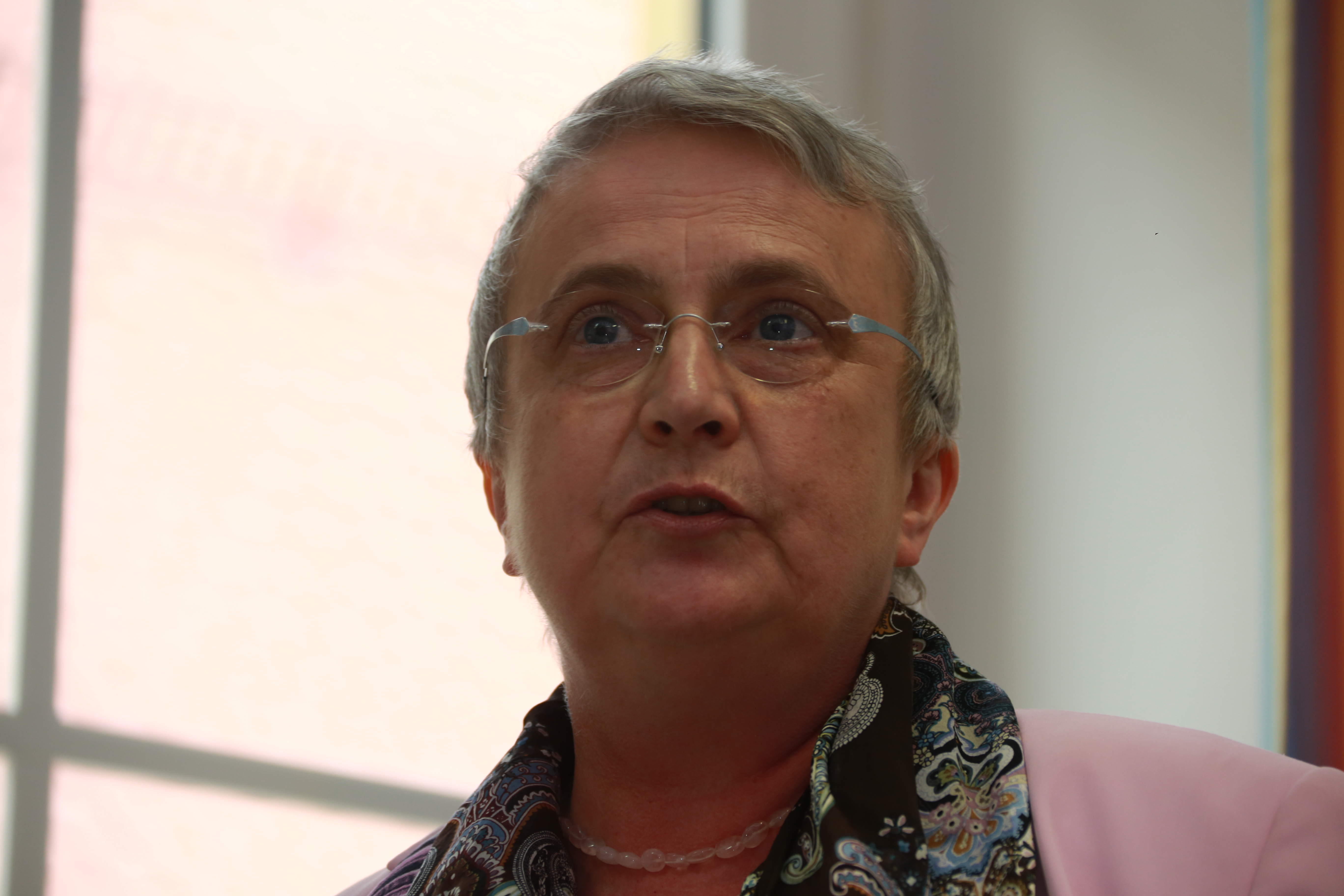
Gabriele Lautenschläger (2014)

Gabriele Lautenschläger (* 1952) ist eine deutsche katholische Theologin. Sie habilitierte sich 1993 als erste Frau an der Katholisch-Theologischen Fakultät der Universität Würzburg. Von 1996 bis 2004 war sie Rektorin des Martinushauses in Aschaffenburg. Seit 2004 ist sie Referentin des Bistums Würzburg für interreligiösen Dialog.

## Publikationen (Auswahl)
- Joseph Lortz (1887–1975). Weg, Umwelt und Werk eines katholischen Kirchenhistorikers. Echter, Würzburg 1987, ISBN 3-429-01119-1 (= Diss. Würzburg 1987).
- Hildegard von Bingen. Die theologische Grundlegung ihrer Ethik und Spiritualität. Frommann-Holzboog, Stuttgart 1993, ISBN 3-7728-1600-2 (= Habil. Würzburg 1992).
- Zum Verhältnis von Mystik und Politik im Werk der Reformpädagogin Ellen Key (1849–1926). In: Vierteljahrsschrift für wissenschaftliche Pädagogik. Bd. 69 (1993), S. 531–545.
- Zum Verhältnis von Bildung und Spiritualität, veranschaulicht am Beispiel Hildegards von Bingen (1098–1179). In: Glaube und Gemeinschaft. Festschrift für Bischof Paul-Werner Scheele zum 25jährigen Konsekrationsjubiläum. Echter, Würzburg 2000, ISBN 3-429-02234-7, S. 384–401.

## Schriften
- Gabriele Lautenschläger verfasste zahlreiche Artikel im Biographisch-Bibliographischen Kirchenlexikon (BBKL).